# Petra Uberalová
Petra Uberalová (Bratislava, 11 aprile 1995) è una tennista slovacca inattiva dal 2022.

## Biografia
Ha raggiunto la sua migliore posizione nel singolare WTA, nr 293, il 21 luglio 2014; mentre il 9 maggio 2016 ha raggiunto il miglior piazzamento mondiale nel doppio, nr 765.
Ha vinto 3 titoli nel singolare e 2 titoli nel doppio nel circuito ITF in carriera.

## Grand Slam Junior

### Doppio

#### Sconfitte (1)
| Tornei del Grande Slam  |
| ----------------------- |
| Australian Open (0)     |
| Open di Francia (0)     |
| Torneo di Wimbledon (0) |
| US Open (1)             |

| N. | Data             | Torneo            | Superficie | Compagna       | Avversarie in finale              | Punteggio |
| 1. | 8 settembre 2012 | US Open, New York | Cemento    | Belinda Bencic | Gabrielle Andrews Taylor Townsend | 4-6, 3-6  |